# Psammoecus spinicollis
Psammoecus spinicollis is een keversoort uit de familie spitshalskevers (Silvanidae). De wetenschappelijke naam van de soort werd in 1876 als Telephanus spinicollis gepubliceerd door Charles Owen Waterhouse.